# Fernando de Portugal, Senhor de Serpa
D. Fernando de Portugal (Santarém, 1218–19 de janeiro de 1246), infante de Portugal e 1.º senhor de Serpa. Devido à posse do senhorio de Serpa que lhe foi dado em 1232 pelo seu irmão, o rei D. Sancho II, D. Fernando ficou conhecido por o Infante de Serpa.

## Biografia
Surge pela primeira vez na documentação a partir de março de 1218, pelo que terá nascido por volta deste ano, como o terceiro filho saído do casamento entre o rei de Portugal, D. Afonso II e D. Urraca de Castela.. Entre 1220 e 1223, Fernando fica órfão de ambos os pais.
Em 1232, teria recebido do seu irmão o senhorio de Serpa, renunciando em troca a todos os bens que entretanto herdara do pai. Em outubro de 1235 reconhece o seu senhorio e o castelo de Serpa como parte da diocese de Évora, devendo, por inerência, aí receber o bispo, entregar-lhe um imposto das igrejas edificadas e as que ainda se encontravam em construção, e ainda todos os seus rendimentos. 
Em 1237 surge um desentendimento entre Fernando e o bispo da Guarda. O rei apoiava o seu irmão pois pretendia colocar alguém da sua confiança, e o mesmo sucedeu na diocese de Lisboa, levando a uma disputa que opôs a Coroa Portuguesa a Roma, relativa à sucessão do Bispo de Lisboa, D. Paio. Existiam dois candidatos à sucessão, um apoiado pela Coroa, Sancho Gomes, e o outro por Roma, Mestre João. Tendo sido eleito o candidato de Roma, Fernando deslocou-se a Lisboa com homens de armas e provocou vários desacatos contra os apoiantes daquele, com vista a fazê-lo desistir do cargo. Um dos desacatos foi a entrada e parcial destruição de uma Igreja onde se pensava estarem escondidos bens de familiares de Mestre João.
Fernando viveu uma primeira fase da sua vida como intensamente violentaː apropria-se de alguns bens alheios, e destrói outros, perseguiu pessoas e praticou infâmias, algumas delas inclusive com o auxílio de muçulmanos.  
Ao ter conhecimento do problema, o Papa Gregório IX reagiu com veemência, forçando a Coroa a castigar os responsáveis. O infante Fernando, arrependido foi pessoalmente a Roma pedir perdão ao Papa.
Gregório terá concedido proteção e várias benesses a este infante, como as indulgências dos cruzados e dos peregrinos à Terra Santa, proibição de ser excomungado ou interditado, absolvição para os seus delitos contra a Santa Sé, e anulação do compromisso que fizera com Sancho II, tendo desta forma a oportunidade de reaver os bens paternos. Para tantos benefícios e apoio após os atos que cometera, denota-se claramente que o Papa procurava colocar Fernando contra o seu irmão, e talvez pensasse nele inclusivamente como um primeiro candidato para substituir Sancho II. Poderia esta hipótese pôr-se visto que o infante Afonso, o secundogénito, estava em França?
Entre 1240 e 1243, Fernando esteve em Castela, como vassalo de Fernando III de Castela e do seu herdeiro, o infante Afonso. Regressou a Portugal, onde exerceu tenências entre 1243 e 1245. Estando em Portugal, deverá ter apoiado o seu irmão, entretanto vindo de Bolonha, na guerra para reclamar o trono português, onde terá falecido em 1246.

## Brasão
Fernando terá usado um brasão com uma Serpe, símbolo do seu senhorio de Serpa, com uma bordadura onde, alternadamente se representa as armas de Portugal (ascendência paterna) e as de Castela (ascendência materna).[a]

## Casamento e descendência
Fernando casou no fim de 1242 ou início de 1243 com Sancha Fernández de Lara, filha primogénita do conde Fernando Nunes, senhor de Lara, descendente de Teresa de Leão, e de sua mulher Mayor González, casamento do qual não teve filhos. Depois de 1246, a seu viúva e herdeira, Sancha, doou à Ordem do Hospital o senhorio e terra de Serpa.
O infante teve, pelo menos, um filho ilegítimo: 
- Sancho Fernandes, que, em 1 de novembro de 1261, ocupando o cargo de prior da colegiada de Santo Estêvão de Alfama, testemunhou a demarcação de Portel.[6]